# Sprængblyant
En sprængblyant er en detonator med tidsforsinkelse. Den anvendtes meget af modstandsfolk under besættelsen til sabotagesprængninger, og øgenavnet kom af at den havde omtrentlig størrelse som en blyant.
Når sprængblyanten var presset et stykke ind i sprængstoffet, aktiveredes den ved at klemme/knække blyantens anden ende, hvorved en glasampul blev knust. Ampullen indeholdt en ætsende væske med opløst kobber(II)klorid, der ætsede en metaltråd over. Derved frigjordes en fjederbelastet slagstift, der aktiverede detonatoren.
Der blev lavet sprængblyanter til forskellig tidsforsinkelse, men de var ikke særlig pålidelige – specielt temperaturen har indflydelse – så mange sprængninger mislykkedes eller blev sprængt meget senere end beregnet.

## Ekstern henvisning
- Timelapse.dk – Om sprængblyanten